# Oleokantal
Oleokantal je prirodno organsko jedinjenje izolovano iz maslinovog ulja. On je odgovoran za pomalo ljut ukus ekstra djevičanskog (hladno ceđenog) maslinovog ulja. Oleokantal je tirozolni estar i njegova hemijska struktura je srodna sa oleuropeinom, koji je takođe prisutan u maslinovom ulju.
Oleokantal ima antiinflamatorna i antioksidansna svojstva. Slično klasičnim nesteroidnim antiinflamatornim lekovima, on je neselektivni inhibitor ciklooksigenaze (COX). Smatra se da dugotrajno konzumiranje malih količina oleokantala iz maslinovog ulja može da bude odgovorno za nisku učestalost srčanih bolesti vezanih za Mediteransku ishranu.
Po nekim procenama 50 g maslinovog ulja na dan ima isti efekat kao i 1/10 doze ibuprofena kod odraslih osoba.
Pokazano je da je oleokantal aktivator TRPA1 jonskog kanala, koji se aktivira mnogim drugim ljutim sastojcima hrane. Moguće je da je aktivacija TRPA1 kanala oleokantalom odgovorna za ljut ukus maslinovog ulja.
Oleokantal ima potencijalnu terapeutsku primenu u tretmanu inflamatorne degenerativne bolesti zglobova.

## Literatura
- Smith, Amos B., III; Han, Qiang; Breslin, Paul A. S.; Beauchamp, Gary K. (2005). „Synthesis and Assignment of Absolute Configuration of (-)-Oleocanthal: A Potent, Naturally Occurring Non-steroidal Anti-inflammatory and Anti-oxidant Agent Derived from Extra Virgin Olive Oils”. Organic Letters. 7 (22): 5075—5078. PMID 16235961. doi:10.1021/ol052106a.

## Spoljašnje veze
- Архивирано на веб-сајту  (6. март 2011)